# Djamel Allam
Pour les articles homonymes, voir Allam.
Mohamed Allam, dit Djamel Allam, (en kabyle : Ǧamal Ɛellam, en tifinagh: ⴵⴰⵎⴰⵍ ⵄⵍⵍⴰⵎ) né le 26 juillet 1947 à Ilmaten (dans la wilaya de Béjaïa, en Petite Kabylie, Algérie) et mort le 15 septembre 2018 à Paris, est un chanteur et musicien algérien d'expression kabyle,,,.

## Biographie
Djamel Allam apprend la musique au conservatoire de musique de Béjaïa sous l'œil bienveillant du cheikh Sadek El Béjaoui, puis part en 1967 en France, à Marseille puis à Paris,,,,.
Il s'essaye à la chanson française dans les cabarets de la capitale (rue Mouffetard). En 1972, il apparaît en première partie du spectacle de Brigitte Fontaine et Areski à Alger.
En 1974, il travaille à la radio France Inter avec Claude Villers qui le recommande aux disques Escargots (éditeur de François Béranger et Gilles Vigneault notamment).
Son premier album Arjouth (Laissez moi raconter...), produit en 1974 par Gilles Bleiveis, remporte un très grand succès auprès du public et des médias. Djamel Allam remplit les grandes salles de France et part en tournée en Europe et aux États-Unis. Entre 1978 et 1985, il sort 3 albums, Les rêves du vent (1978), Si Slimane (1981) et Salimo (1985). Il écrit des musiques de films et de documentaires, dont Ma dernière nuit à la Goutte d'Or de Daniel Duval, diffusé sur TF1. Il est aussi comédien pour le cinéma (Fort Saganne d'Alain Corneau). 
Il acquiert sa notoriété avec Argu (Rêve) puis M'ara d-yughal (Quand il reviendra). Il enchaîne album sur album, compose la musique de quelques films (notamment Prends 10 000 balles et casse-toi, La plage des enfants perdus). Il se produit régulièrement à la fête de l'Humanité. 
Atteint d'un cancer du pancréas, il meurt le 15 septembre 2018 dans le 15e arrondissement de Paris,. Il est enterré au cimetière de Béjaïa (Djebana Sidi M'Hamed Amokrane) dans sa ville natale de Béjaïa.
Il reçoit In Memoriam un Coup de Cœur Musiques du Monde 2019 de l’Académie Charles Cros le mercredi 20 mars 2019 à Portes-lès-Valence, dans le cadre du Festival « Aah ! Les Déferlantes ! ».

## Discographie

### Musiques de films
Djamel Allam a composé les musiques des films Prends 10 000 balles et casse-toi, La Plage des enfants perdus et Ma dernière nuit à la Goutte-d'Or.

## Filmographie
- 1983 : Les Sacrifiés (de Okacha Touita)
- 1983/1986 : Les Folles Années du twist (de Mahmoud Zemmouri)
- 1997 : 100% Arabica (de Mahmoud Zemmouri)
- 2001 : Inch'Allah dimanche (de Yamina Benguigui)
- 2004 : Le Thé d'Ania (de Saïd Ould-Khelifa)
- 2007 : ‘’Morituri ‘’ (de Okacha Touita)